# سورن مارینوس ینسن
سورن مارینوس ینسن (دانمارکی: Søren Marinus Jensen; ۵ مهٔ ۱۸۷۹ – ۶ ژانویهٔ ۱۹۶۵) کشتی‌گیر اهل دانمارک بود.